# Спектр оператора
Спектр оператора — множество чисел, характеризующее линейный оператор. Применяется в линейной алгебре, функциональном анализе и квантовой механике.

## Конечномерный случай
Пусть A — оператор, действующий в конечномерном линейном пространстве E.
Спектром оператора (обычно обозначается {\displaystyle \sigma (A)}) называется множество его собственных значений.
Квадратную матрицу порядка {\displaystyle n} можно рассматривать как линейный оператор в n-мерном пространстве, что позволяет перенести на матрицы «операторные» термины.
В этом случае говорят о спектре матрицы.

## Общее определение
Пусть A — оператор, действующий в банаховом пространстве E над {\displaystyle \mathbb {C} }. Число λ называется регулярным для оператора A, если оператор {\displaystyle R(\lambda )=(A-\lambda I)^{-1}}, называемый резольвентой оператора A, определён на всём E и непрерывен. Множество регулярных значений оператора A называется резольвентным множеством этого оператора, а дополнение резольвентного множества — спектром этого оператора {\displaystyle \sigma (A)}. Спектр ограниченного оператора представляет собой компакт в {\displaystyle \mathbb {C} } или является пустым. Спектр линейного ограниченного оператора непуст.
Внутри спектра оператора можно выделять части, не одинаковые по своим свойствам. Одной из основных классификаций спектра является следующая:
1. дискретным (точечным) спектром {\displaystyle \sigma _{p}(A)} называется множество таких {\displaystyle \lambda }, при которых оператор {\displaystyle A-\lambda I} не инъективен. Дискретный спектр является множеством всех собственных значений оператора A; в конечномерном случае присутствует только точечный спектр;
2. непрерывным спектром {\displaystyle \sigma _{c}(A)} называется множество значений {\displaystyle \lambda }, при которых резольвента {\displaystyle (A-\lambda I)^{-1}} определена на всюду плотном множестве в E, но не является непрерывной (то есть оператор {\displaystyle A-\lambda I} инъективен, но не сюръективен, а его образ всюду плотен);
3. остаточным спектром {\displaystyle \sigma _{r}(A)} называется множество точек спектра, не входящих ни в дискретную, ни в непрерывную части (то есть оператор {\displaystyle A-\lambda I} инъективен, не сюръективен, причем его образ не является всюду плотным).

Максимум модулей точек спектра оператора A называется спектральным радиусом этого оператора и обозначается через {\displaystyle r(A)}. При этом выполняется равенство
{\displaystyle r(A)=\lim _{n\to \infty }\|A^{n}\|^{1/n}}.
В комплексном случае резольвента является голоморфной операторнозначной функцией на резольвентном множестве. В частности, при {\displaystyle \lambda >r(A)} она может быть разложена в ряд Лорана с центром в точке {\displaystyle z=0}.
Разность двух максимальных по абсолютной величине значений из спектра называется спектральной щелью (англ. spectral gap).

### В квантовой механике
Спектр самосопряжённых операторов играет важную роль в квантовой механике, определяя множество возможных значений наблюдаемой при измерении. В частности, спектр гамильтониана определяет допустимые уровни энергии квантовой системы.

### Непрерывный спектр в квантовой механике
Непрерывный спектр — это спектр значений физической величины, в котором в отличие от дискретного спектра значение этой величины определено для каждого собственного состояния системы, причем бесконечно малое изменение состояния системы приводит к бесконечно малому изменению физической величины. В качестве физической величины могут выступать: координата, импульс, энергия, орбитальный момент движения и т. д. Так как произвольная волновая функция
{\displaystyle \Psi } может быть разложена в ряд по собственным функциям величины с дискретным спектром, то она может быть также разложена и в интеграл по полной системе собственных функций величины с непрерывным спектром.